# Meja Mwangi
Pour les articles homonymes, voir Mwangi.
Meja Mwangi est un écrivain kényan. Né le 27 décembre 1948, il a grandi pendant l’insurrection Mau Mau, puis dans le ghetto de la ville de Nanyuki.

## Œuvre
Dans son livre majeur Going down River Road, publié en 1976, il raconte, dans un style cru et sobre, cette atmosphère interlope de cour des miracles où se côtoient des brigands, des raquetteurs, des chômeurs de longue durée, des policiers véreux, des militaires déchus, des malaya (jeunes prostituées occasionnelles). Dans les bars glauques qui grouillent de travailleurs éreintés sortant des chantiers, d'autres viennent les rejoindre pour boire le Karawa, un cru maison qui ressemble à de l'eau boueuse, qui a le goût de jus d'agave et qui est aussi fort que le pétrole. Près de l'affichette du tarif des boissons, une publicité pour un produit de beauté annonce : « Rejoignez les nouveaux Africains - Une crème éclaircissante pour la peau Nouvelle Afrique ! ». Plus loin sur le mur, une autre annonce : « Gardez votre ville propre ! »
Dans un roman plus récent (Weapon for Hunger, 1989), Mwangi dénonce le manque de vision politique des gouvernants africains qui conduit aux guerres civiles dont sont victimes les populations du continent.

## Sélection de publications
- Kill Me Quick (1973)
- Going Down River Road (1976)
- The Cockroach Dance (1979)
- Carcase for Hounds (1974)
- Taste of Death (1975)
- The Bushtrackers (1979)
- Bread of Sorrow (1987)
- The Return of Shaka (1989)
- Weapon of Hunger (1989)
- Striving for the Wind (1990)